# Federico Tedeschini
Federico Tedeschini (Antrodoco, 12 oktober 1873 – Rome, 2 november 1959) was een kardinaal van de Rooms-Katholieke Kerk.

## Biografie
Na studies aan de seminaries van Rieti en Rome (waar hij onder meer afstudeerde in filosofie, theologie en kerkelijk recht) werd Tedeschini op 25 juli 1896 tot priester gewijd. In de daaropvolgende periode (1896-1901) was hij werkzaam als theologisch kanunnik aan het kapittel van de kathedraal in Rieti. Vanaf 1901 vervulde hij diverse functies binnen de Romeinse Curie.
Na zijn aanstelling tot nuntius voor Spanje op 31 maart 1921 werd Tedeschini op 30 april 1921 door paus Benedictus XV benoemd tot titulair aartsbisschop van Naupactus. In Spanje nam hij het initiatief tot de oprichting van de Katholieke Actie.
Door de dreigende burgeroorlog in Spanje werd Tedeschini op 13 maart 1933 in pectore door paus Pius XI tot kardinaal-priester verheven. Zijn naam werd pas op 16 december 1935 gepubliceerd, waarbij hem de titelkerk Santa Maria della Vittoria werd toegewezen. Op 25 februari 1938 werd hij benoemd tot pauselijk datarius, een kamerbeambte.
Tijdens het pontificaat van paus Pius XII speelde Tedeschini een belangrijke rol. Beiden kenden elkaar van hun studentenperiode aan het seminarie van Rome. Al op 14 maart 1939 werd hij door Pius XII benoemd tot aartspriester van de Sint-Pietersbasiliek. Ook nam hij deel aan de voorbereidingen van de afkondiging van het dogma van Maria-ten-Hemelopneming (1950) en de opstelling van de daarbij behorende apostolische constitutie Munificentissimus Deus. Tijdens verschillende buitenlandse, kerkelijke feesten en bijeenkomsten trad Tedeschini op als vertegenwoordiger van de paus.
In 1951 werd Federico aangesteld als kardinaal-bisschop van Frascati.

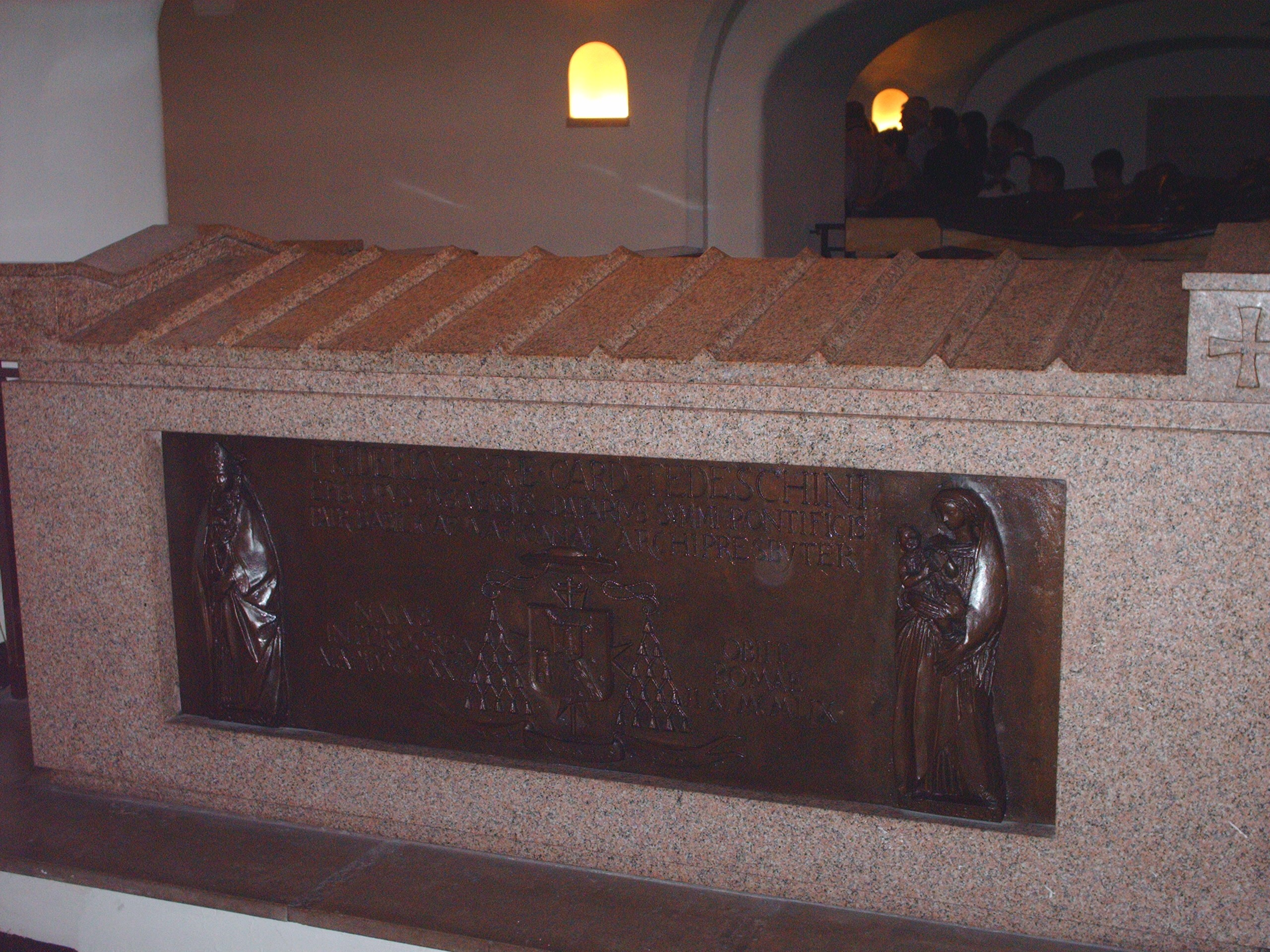
Grafmonument Federico Tedeschini

Op 2 november 1959 overleed Federico Tedeschini aan kanker. Hij werd begraven in de Grotte Vaticane onder de Sint-Pietersbasiliek.